# Szekeres József (labdarúgó, 1937)
Szekeres József (1937. június 8. –) labdarúgó, csatár.

## Pályafutása
1962 és 1967 között a Tatabányai Bányász labdarúgója volt. 1962. szeptember 23-án mutatkozott be az élvonalban a Haladás ellen, ahol csapata 3–0-s győzelmet aratott. Az élvonalban 83 bajnoki mérkőzésen 14 gólt szerzett. Tagja volt az 1964-ben bajnoki bronzérmet szerzett csapatnak.

## Sikerei, díjai
- Magyar bajnokság
  - 3.: 1964